# 西南麥金托什 (北達科他州)
西南麥金托什（英語：Southwest McIntosh）是位於美國北達科他州麥金托什縣的一個未組織地區。

## 地方資料
西南麥金托什的面積為704.97平方千米，當中陸地面積為698.22平方千米，而水域面積為6.75平方千米。根據2010年美國人口普查的數據，當地共有人口257人，而人口密度為每平方千米0.36人。